# Dithecodes idaea
Dithecodes idaea là một loài bướm đêm trong họ Geometridae.